# 라피디오프리스속
라피디오프리스속(Raphidiophrys)은 육질태양충류에 속하는 원생생물 속의 하나이다. 라피디오프리스 인테르메디아 (Raphidiophrys intermedia)는 캐나다, 칠레, 아르헨티나, 오스트레일리아, 뉴질랜드, 말레이시아, 러시아, 유럽 중부 등에서 민물 생물의 퇴적물 속에서 발견된다.

## 하위 종
- 라피디오프리스 콘트락틸리스 (Raphidiophrys contractilis)
- 라피디오프리스 인테르메디아 (Raphidiophrys intermedia)